# Dominic Cooper
Dominic Edward Cooper (sinh ngày 2 tháng 6 năm 1978) là nam diễn viên người Anh Quốc. Anh từng tham gia trong các phim như Mamma Mia! (và phần hai Mamma Mia! Here We Go Again), Captain America: The First Avenger.